# Доайен на дипломатическия корпус
Доайен (декан) на дипломатическия корпус в дадена държава е най-старшият шеф на дипломатическа мисия.

## Определяне
На практика определянето на доайена е почти автоматично, тъй като са установени ясни правила. Той се определя според следните изисквания:
- има най-дълъг стаж на поста измежду всички ръководители на дипломатически представителства, акредитирани в същата държава (тоест връчил е акредитивните си писма най-рано);
- има дипломатически ранг от най-висок клас – например ранг (освен длъжност) посланик,
- има седалище в дадената страна.

Старшинството на шефовете на дипломатически мисии се отразява в дипломатическата листа, подредена според стажа им на поста и публикувана от външното министерство на страната-домакин. Като правило доайенът е дипломатически представител от първи клас (посланик или нунций). В някои страни по установена традиция доайен на дипломатическия корпус винаги е представителят на Ватикана, независимо от това кога е връчил своите акредитивни писма.

## Статут и функции
По същество доайенът не е ръководител с властнически правомощия спрямо останалите членове на дипломатическия корпус, той е само primus inter pares (пръв между равни).
Доайенът обикновено приема новопристигналия в страната шеф на дипломатическо представителство и го информира за спецификата относно протокола и взаимоотношенията със страната по пребиваване. Той представлява дипломатическия корпус при церемонии, поднася поздравления, връчва подаръци, изказва съболезнования, предлага за награда онези дипломатически представители, които окончателно напускат страната, в която са били акредитирани, и пр.

## 5-ата най-старши шефове на мисии в България
Данни към 2 май 2024 г.
| №  | Име                      | Държава    | Връчване на акредитивните писма | Изминали дни |
| -- | ------------------------ | ---------- | ------------------------------- | ------------ |
| 1. | Закия Ел Мидауи – доайен | Мароко     | 24 ноември 2016                 | от 3020 дни  |
| 2. | Роналд Дофинг            | Люксембург | 13 ноември 2017                 | от 2666 дни  |
| 3. | Туфик Жабер              | Ливан      | 26 февруари 2018                | от 2559 дни  |
| 4. | Стефано Столфи           | Сан Марино | 28 ноември 2018                 | от 2286 дни  |
| 5. | Алишер Агзамходжаев      | Узбекистан | 28 ноември 2018                 | от 2286 дни  |